# Ligne de tramway 497/1
Ne doit pas être confondu avec Ligne de tramway 497/2.
La ligne 497/1 d'après son numéro de tableau horaire est une ancienne ligne de tramway du Groupe d'Hasselt de la Société nationale des chemins de fer vicinaux (SNCV) qui a fonctionné entre le 1er juillet 1900 jusqu'aux années 1930.

## Histoire
La ligne est mise en service le 1er juillet 1900.
Vers 1937, la ligne est supprimée et remplacée par un service d'autobus, ses voies restent utilisées pour la fret.
La ligne est fermée à tout-trafic le 25 janvier 1948.

## Exploitation

### Horaires
Tableaux :
- 497 en 1931[3], numéro et tableau partagé à partir de 1932 avec le service électrique 497/2 Hasselt Station-État - Curange.